# Susan Kolimba
 (avril 2018).
Susan Kolimba, née le 8 décembre 1964, est une universitaire et femme politique de Tanzanie membre du parti politique Chama cha Mapinduzi (CCM). Elle est l'actuel vice-Ministre des Affaires étrangères et de la Coopération Est-Africaine. Elle est membre du Parlement pour un mandat et a été nommée à prendre un siège spécial réservé aux femmes.

## Biographie
Susan Kolimba est née le 8 décembre 1964. Elle a terminé ses études à l'école secondaire des filles de Kibosho en 1982. Son premier diplôme était un diplôme d'enseignement, qu'elle a reçu en 1988 du Marangu Teachers Training College.
Après avoir enseigné en école secondaire pendant trois ans, elle a commencé une carrière en droit. Elle a été diplômée du Bachelor of Laws, Master of Laws et d'un doctorat en droit respectivement en 1996, 1998 et 2002, tous à l'université russe de l'Amitié des Peuples. Elle a enseigné le droit en tant que maîtresse de conférences à l'université ouverte de Tanzanie entre 2005 et 2016.
Elle est devenue doyenne de la faculté de droit en 2010.

## Carrière politique
Kolimba est un membre actif du parti CCM et a eu divers rôles, y compris dans l'aile des femmes du parti. Elle a été notamment nommée au Parlement tanzanien en 2015 pour un siège réservé aux femmes.
Kolimba a été nommée sous-ministre au ministère des Affaires étrangères et de la Coopération Est-africaine dans le gouvernement du nouveau président élu John Magufuli, après les élections de 2015. Elle est sous la direction du ministre des Affaires étrangères Augustine Mahiga en tant que ministre responsable de la coopération en Afrique de l'Est, Kolimba a été assermenté en tant que membre d'office de l'Assemblée législative est-africaine. Elle a également assumé la présidence du Conseil des ministres de la communauté d'Afrique de l'Est.